# 에블리야 첼레비
에블리야 첼레비(오스만 튀르크어: اوليا چلبى, 튀르키예어: Evliya Çelebi, 1611년 3월 25일 ~ 1682년)는 오스만 제국의 탐험가, 작가이다. 40여 년 동안에 걸쳐 오스만 제국의 여러 도시들을 여행했으며 10권으로 구성된 《세야하트나메》(Seyahatnâme, 여행기)를 집필했다.

## 생애
에블리야 첼레비는 1611년 오스만 제국의 콘스탄티노폴리스(현재의 터키 이스탄불)에서 퀴타히아 출신의 부유한 가문의 아들로 태어났다. 에블리야 첼레비의 부모는 오스만 제국의 궁정과 밀접한 관계를 맺고 있었는데 아버지는 보석 세공사로 일했고 어머니는 오스만 제국의 압하지야인 출신 수상이었던 멜레크 아흐메드 파샤(Melek Ahmed Pasha)의 친척이라고 한다.
에블리야 첼레비는 오스만 제국의 궁정에서 근무하던 울라마로부터 다양한 교육을 받았고 수피즘 교단에서도 활동했다. 에블리야 첼레비는 독실한 무슬림이었지만 광신주의를 반대했다. 또한 이슬람교의 경전인 《꾸란》에 등장하는 구절을 낭송하고 이슬람교에 대한 자유로운 농담을 나누기도 했다. 1640년부터 40여 년 동안에 걸쳐 콘스탄티노폴리스를 시작으로 오스만 제국의 여러 도시들을 넘나드는 여행을 전개했다.
에블리야 첼레비는 오스만 제국과 합스부르크 군주국 간의 전쟁 등에도 참전했다. 1684년에 콘스탄티노폴리스 또는 카이로에서 사망했다고 전해진다.

## 여행기
에블리야 첼레비는 오스만 제국의 각지를 여행하면서 집필한 기행문을 모은 저서 《세야하트나메》(Seyahatnâme, 여행기)를 출간했다. 10권으로 구성된 이 책은 17세기 오스만 제국의 역사, 지리, 민속, 언어, 문화, 생활 양식을 연구하는 자료로 여겨지고 있다.
- 1권: 이스탄불과 주변 지역 (1630년)
- 2권: 아나톨리아·캅카스·크레타·아제르바이잔 (1640년)
- 3권: 시리아·팔레스타인·아르메니아·루멜리아 (1648년)
- 4권: 아나톨리아 동부·이라크·이란 (1655년)
- 5권: 러시아와 발칸반도 (1656년)
- 6권: 제4차 오스트리아-튀르크 전쟁 시기에 일어난 오스만 제국 군대의 헝가리 원정 (1663년 ~ 1664년)
- 7권: 오스트리아·크림반도·2번째 캅카스 여행 (1664년)
- 8권: 그리스·2번째 크림반도·루멜리아 여행 (1667년 ~ 1670년)
- 9권: 메카로의 하즈 (1671년)
- 10권: 이집트와 수단 (1672년)

## 같이 보기
- 아흐마드 이븐 파들란
- 튀르키예 문학